# Ann-Christin Quade
Ann-Christin Quade est une joueuse allemande de volley-ball née le 15 janvier 1992 à Cologne. Elle mesure 1,82 m et joue au poste de réceptionneuse-attaquante.

## Clubs
| Club                  | De        | À         |
| --------------------- | --------- | --------- |
| Pulheimer SC          | 2004-2005 | 2005-2006 |
| Bayer 04 Leverkusen   | 2006-2007 | 2008-2009 |
| SV Lohhof             | 2009-2010 | 2009-2010 |
| VC Olympia Berlin     | 2010-2011 | 2010-2011 |
| SV Sinsheim           | 2011-2012 | 2011-2012 |
| VC Kanti Schaffhausen | 2012-2013 | 2016-2017 |
| MTV 48 Hildesheim     | 2019-2020 | …         |

## Palmarès
- Championnat de Suisse
  - Finaliste : 2013.